# Severus Snape
Severus Snape es un personaje ficticio en las series de Harry Potter, escritas por la autora inglesa J. K. Rowling. Su primera aparición fue en Harry Potter y la piedra filosofal, novela publicada en 1997. En las películas, fue interpretado por Alan Rickman.

## Apariencia física
Severus Snape es un personaje muy marcado por su apariencia física, recordada y citada muchas veces durante la serie.
De niño, Severus es descrito como un chico pálido y delgado, con hombros redondeados, aunque angulares y con un porte y una manera de caminar nerviosa, similar a la de una araña. Su pelo es muy negro. En su aparición en el séptimo libro, cuando se observan sus recuerdos de la niñez, viste una camisa y pantalones cortos, con un abrigo largo, varias tallas más grande.
Cuando se presenta a Severus Snape en Harry Potter y la piedra filosofal, se describe que es alto, delgado y de piel cetrina. Sus ojos, que recuerdan a túneles oscuros, son negros y vacíos, y lleva su cabello también negro abierto en dos cortinas que caen sobre su cara. También durante la saga se destaca bastante que Snape tenía el pelo grasiento. Solía usar túnicas negras que, además de hacer juego con su pelo y ojos, hacían juego con su manera de ser.

## Personalidad
Durante los primeros seis libros, Snape es un profesor odiado por todos, excepto por los alumnos de su casa. Algunos incluso le temen, como es el caso de Neville Longbottom (cuyo boggart se convierte en el profesor), y es frecuente que su carácter sea descrito como ácido, desagradable, sarcástico e incluso cruel. 
A pesar de su comportamiento frío y calmado, Snape ridiculiza constantemente a los alumnos que no son de Slytherin, en especial a Harry Potter, Ron Weasley y Neville Longbottom. Mientras que Harry le desagrada debido a su enorme parecido con su padre, se especula que el desagrado a Neville es porque él pudo ser el niño de la profecía en vez de Harry, lo que hubiera librado a Lily de su destino.
Snape es un mago al que raramente se le pilla por sorpresa, que no suele perder los nervios o las palabras y que no se intimida con facilidad. Sin embargo, cuando se trata de Sirius o Harry, es mucho más irritable y es común verle con el temperamento algo subido. 
Sin embargo, al final del séptimo libro se deja de ver a Severus Snape como un profesor y mortífago, cuyas lealtades son constantemente cuestionadas, para verle como un ser humano: se descubre que Snape es un mago muy marcado por su pasado, desde las continuas discusiones y maltratos que soportaba en su casa de niño hasta el amor que sentía por Lily Evans (madre de Harry Potter). Es esto último lo que desencadena los cambios más importantes en la vida de Snape, quien, al perder la amistad de la chica, pierde su posibilidad de dejar a un lado el camino que poco a poco ha ido eligiendo (como mortífago). Con Lily, Snape es un chico ilusionado ante la idea de acudir a la escuela de magia, dejando atrás a su familia, tímido en sus sentimientos y agradable en su comportamiento. No es hasta que se da cuenta de que sus actos tienen consecuencias para la mujer a la que ama, que muestra su otra cara; la de un hombre valiente que enfrenta más peligros que cualquier otro miembro de la Orden por proteger al hijo de Lily, pasando por el rechazo de todos aquellos a los que también protege y el peligro de que Voldemort le descubra. Cuando Lily muere, se ve a un Snape devastado y arrepentido, que se pone a los servicios de Albus Dumbledore para evitar que su muerte haya sido en vano. 
No es hasta el momento de su muerte que Harry se da cuenta de la verdadera lealtad de Snape, fiel a Dumbledore y a Lily hasta el final, y de su valentía y sacrificio. Dumbledore dijo, con respecto a estos puntos del carácter de Snape desconocidos hasta el último libro, que a veces pensaba que seleccionaban a los alumnos (para las casas) demasiado pronto.

### El príncipe mestizo
El «príncipe mestizo» es el apodo que Severus Snape utiliza durante sus años en Hogwarts y que aparece por primera vez en el sexto libro de la saga (Harry Potter y el misterio del príncipe) siendo el eje central de la historia.
La trama presenta al príncipe mestizo como el dueño desconocido de un libro de pociones que Harry Potter recibe en su primer día de clase del sexto año. El príncipe mestizo ha llenado el libro de consejos y anotaciones para realizar las pociones, lo que hace que Harry mejore considerablemente en esa asignatura. Además, el autor ha escrito hechizos, algunos de su propia invención, en los márgenes, como el muffliato, sectumsempra o levicorpus.
Severus Snape revela que el libro es suyo al final de la sexta novela y Hermione Granger, quien había estado en contra del libro desde el principio, descubre el origen del nombre: la madre de Snape, llamada Eileen Prince, era de sangre pura y su padre era un muggle llamado Tobias Snape, lo que le convertía en el único príncipe mestizo.

## Historia

### Infancia
Severus Snape nació el 9 de enero de 1960. Sus padres fueron una bruja llamada Eileen Prince y un muggle llamado Tobias Snape, quien no sentía demasiado aprecio ni por Severus ni por su madre (en uno de sus recuerdos infantiles, su padre gritaba y pegaba a su atemorizada madre, mientras Severus niño lloraba en un rincón). Snape era un chico solitario, que creció conociendo la magia y consciente de sus poderes. Durante sus once primeros años tuvo que vivir en el hogar de un padre violento. Conoció a Lily Evans con nueve o diez años, poco antes de que ambos empezaran a ir a Hogwarts, y la emoción embriagó al joven Snape cuando se hicieron amigos.

### Años en Hogwarts
Snape estaba deseando marcharse a Hogwarts y dejar atrás una casa en la que no era feliz. Entró en el colegio en 1971, siendo seleccionado para la casa de Slytherin. Ya en el tren conoció a Sirius y James y fue entonces cuando comenzó la relación de odio que se prolongaría hasta el día de su muerte. Los merodeadores le apodaron como Quejicus ("Snivellus" en la versión original, mezcla de la palabra inglesa Snivel que significa lloriquear, y el nombre Severus) y sus ataques y peleas eran muy comunes. Lily y él siguieron siendo amigos hasta quinto, a pesar de pertenecer ella a Gryffindor y él a Slytherin, y aunque ambos despreciaban a los amigos del otro. Fue el desliz de Snape al llamar a Lily "sangre sucia" por accidente lo que rompió una amistad ya deteriorada desde hacía algún tiempo.
Severus sabía más de las Artes Oscuras cuando entró al colegio que muchos de los alumnos mayores, lo que le valió un círculo de amigos entre los que se contaban el entonces prefecto Lucius Malfoy, Avery o Mulciber, los cuales ya en la escuela fantaseaban con la idea de convertirse en Mortífagos. Según Horace Slughorn, Snape también destacaba por su dominio en Pociones, asignatura en la cual Lily Evans también obtenía buenos resultados debido a su talento propio y muy probablemente por recibir algo de ayuda de Severus.

### Después de Hogwarts
Tras graduarse en Hogwarts, Snape entró a formar parte de los Mortífagos. Su momento culminante dentro del círculo de Voldemort y, paradójicamente, el fin en sus días como Mortífago, llegó cuando escuchó la profecía que Sybill Trelawney le hizo a Dumbledore en Cabeza de Puerco. Cuando Snape comprendió que el destino de Lily Potter, la mujer a la que aún amaba, estaba en peligro, le rogó a Voldemort que no la matara. No muy seguro de que esto fuera a suceder, acudió a Dumbledore, ofreciéndole lo que fuera para salvar a Lily. Lily murió, provocando el desencanto de Snape, quien había creído que Voldemort no acabaría con ella y saldando su alianza con la Orden del Fénix, con la única condición de que Dumbledore no revelara sus motivos (su amor por Lily), a quien amó por siempre.

### Lealtad a Dumbledore
Con la caída de Voldemort, Snape se enfrentaba a una condena en Azkaban, de la que se libró gracias a la intervención de Dumbledore. Comenzó a trabajar en Hogwarts como profesor de Pociones, cargo que desempeñó hasta el quinto libro de la saga, aunque siempre aparentó desear el puesto de profesor de Defensa contra las Artes Oscuras,  pero esto no era más que parte del papel que desempeñó como espía, y que no le fue otorgado debido a la maldición que el mismo Tom Riddle (Voldemort) coloco sobre la posición, es por eso que fue hasta el sexto libro que Dumbledore de acuerdo a sus planes le otorgó el puesto. Así el ser un reconocido profesor en Hogwarts le permitió asumir el puesto de Director  del colegio (séptimo libro) por orden de Voldemort,  pero siguiendo las instrucciones  de Dumbledore y así poder proteger a los estudiantes  y ayudar a la distancia  a Harry  Potter. 
Snape fue, hasta el día de su muerte, leal a Dumbledore, quien le puso las pruebas más complicadas. Con el retorno de Voldemort actuó como espía, dentro del círculo más íntimo de lord Voldemort, puesto que preservó hasta el día de su muerte sin ser descubierto, gracias a sus dotes en la Oclumancia. Además, tuvo que matar a Dumbledore bajo sus órdenes, para así evitar que Draco Malfoy cometiera un asesinato y dañara su alma. Cuando este regresó al castillo gravemente herido y se comprobara que ni Snape podía evitar que al director sólo le quedara un año de vida, Dumbledore le hizo prometer que cuando llegara el momento, él se encargaría de su muerte.

### Después de Dumbledore
Durante el séptimo libro fue director de Hogwarts, puesto que ejerció bajo el mandato de Voldemort, pero desde el cual siguió las instrucciones que Dumbledore le había dejado. A pesar de ser odiado y temido por todos, creyéndole culpable de la más alta traición al antiguo director, Snape trató de proteger a los alumnos de la escuela, en la medida de lo posible, sin levantar sospechas y ayudó a Harry a conseguir la espada de Gryffindor que Dumbledore le había dejado en su testamento y que destruía los Horrocruxes, dándole la clave final de cómo destruir a Voldemort. Aunque muere por orden de Voldemort, la verdadera lealtad de Snape nunca es descubierta por este y no es hasta que le entrega a Harry, en su lecho de muerte, sus memorias que el chico descubre el amor de Severus por su madre y su fidelidad a Dumbledore. Nagini le muerde en el cuello y lo mata.

## Novelas de Harry Potter: evolución del personaje

### Libros uno, dos y tres
Durante los tres primeros libros, Snape es únicamente tratado como el profesor de Pociones, cuyo odio por Harry (y viceversa), le hacen un personaje poco apreciado y del que se desconfía habitualmente. Cuando hay un problema en la escuela, siempre es él en el primero que piensan Ron y Harry. Aunque durante los tres libros es acusado de muchas cosas y sale airoso de todas, ni Harry ni Ron dejan de desconfiar nunca de él.
En La piedra filosofal es mostrado como el personaje que trata de pasar ante Fluffy, que trata de robar la piedra y que quiere lograr la vuelta de Voldemort. Sin embargo, al final se descubre que sus intenciones no eran esas y que, cuando Harry le acusaba de intentar matarle, lo que hacía era salvarle la vida. Se conoce el odio que sentía por James Potter y el hecho de que él le salvó la vida.
En La cámara secreta, Snape comienza la historia tratando de expulsar a Harry. Además, se ve sus cualidades en el Club de Duelo y lo mucho que disfruta con la situación que vive Harry cuando el colegio cree que es el Heredero de Salazar Slytherin.
En El prisionero de Azkaban, se muestra por primera vez a un Snape adulto enfrentándose a sus fantasmas del pasado, con la aparición de Remus Lupin y de Sirius Black. Aunque ayuda a Lupin durante todo el año, preparándole la poción para calmar los efectos de la luna llena en el hombre lobo, muestra constantemente su odio y desagrado, tratando de convencer a Dumbledore de que puede ayudar a Black a entrar en el castillo o dejando escapar el hecho de que es un hombre lobo. Con Sirius Black, la situación es mucho más extrema, pues le entrega a los dementores (sin escuchar ninguna versión de los hechos y sin importarle si es culpable o no), más guiado por el odio que se tenían que porque lo considere correcto. Cerca del final del libro, cuando Sirus y el profesor Lupin tenían atrapados en la casa de los gritos a Harry y sus amigos y ellos pretenden decirle la verdad con respecto a quién traicionó de verdad a los padres de Harry, Snape aparece con la intención de atacar a su colega y al fugitivo. Harry, quien quería escuchar la verdad, ataca a Snape, dejándolo inconsciente. Posterior a eso, cuando todos salieron de la casa de los gritos y querían entregar a Peter Pettigrew a los dementores, la luna llena aparece. Lupin, quien ya estaba transformado en hombre lobo ve a los muchachos y les lanza un zarpazo, pero Snape los protege con su propio cuerpo, ocupándose de velar por la salud de los tres y llevarlos a la enfermería.

### Libros cuatro y cinco
Con la vuelta de Voldemort acechando y el descubrimiento de que Snape fue un mortífago, el panorama de Snape en estos dos libros pintan negros, a pesar de la confianza total que Dumbledore deposita en él. Severus Snape ya no es sólo el profesor que tiene manía a Harry, sino un espía de Voldemort al servicio de la Orden.
En El cáliz de fuego, Harry descubre el pasado de Snape como mortífago, desconfiando aún más de él. Aunque no se revela hasta el final, Harry es capaz de sentir a Voldemort volviéndose más fuerte durante todo el año, como le dice a Fudge. Al final del libro, se compromete a cumplir su misión como espía (lo que se revela en La Orden del Fénix) y vuelve a Voldemort dos horas después de los sucesos del cementerio (que se explica en el príncipe mestizo).
En La Orden del Fénix, se ve a Snape como un miembro de la Orden, que da sus partes en las reuniones de todo lo que descubre como espía. Sin embargo, su actitud hacia Harry no cambia para mejor, sino que empeora. Snape da clases a Harry de Oclumancia, por pedido de Dumbledore, lo que desemboca en discusiones constantes y se salda con Harry expulsado de su despacho por ver sin su permiso un recuerdo en donde Snape es humillado por James Potter, Sirius Black y Peter Pettigrew (también estaba Remus Lupin pero no participó en la humillación de Snape). Cuando Harry recibe la imagen de Sirius torturado, se lo hace saber a Snape, quien, aunque finge no enterarse para no levantar las sospechas de Umbridge, avisa a la Orden de los planes de Voldemort, favoreciendo que llegaran al Ministerio de Magia a tiempo para evitar la muerte de Harry y sus amigos.

### Libro seis
Harry Potter y el misterio del príncipe  supone una revolución en la imagen que los lectores tenían de Snape. A pesar de ser un personaje de cuya lealtad Harry y Ron dudaban con frecuencia, la fe que Dumbledore tenía en él inclinaba la balanza en su favor.
El libro comienza con Snape como profesor de Defensa contra las Artes Oscuras, puesto que, durante años, le había sido negado. Preguntándose por qué ahora le habían dado el puesto, Harry incrementa, si es posible, su odio hacia el profesor. Además, en los primeros capítulos, se ve a Snape haciendo el Juramento Inquebrantable con Narcissa, comprometiéndose a matar a Dumbledore si Draco fracasa. Los que desconfiaban de Snape, de entre los mortífagos (como Bellatrix), se ven sorprendidos por este gesto.
A medida que el libro avanza, se va mostrando como Snape ofrece ayuda a Draco en algunas ocasiones, lo que hace a Harry pensar que, de algún modo u otro, el profesor ha logrado engañar a Dumbledore sobre su lealtad. Aunque se lo hace saber a otros miembros de la Orden, no recibe el apoyo esperado y la fidelidad de Snape hacia la Orden sigue siendo considerada como verdadera. La frase "Dumbledore dice que tiene sus motivos para confiar en Snape" se escucha más veces en este libro que en todos los anteriores y parece que la cuestión de confiar o no en Snape va, cada vez más, estrechamente ligado con el hecho de confiar en el criterio de Dumbledore o no. Curiosamente, la escena inicial con Bellatrix y Narcissa mostró que la confianza que muchos mortífagos tenían hacia Snape se basaba igualmente (y exclusivamente) en la palabra de Voldemort.
Finalmente, se presencia la muerte de Dumbledore a manos de Snape. La imagen de Snape queda totalmente alterada en ese momento, ya sea hacia un lado o hacia otro. Mientras tanto que algunos seguían confiando en él, hasta el punto de dudar de la muerte del Director, otros consideraban que su lealtad estaba del lado de Voldemort. Ya fuera de un modo u otro, lo cierto es que Snape deja de ser visto como era antes, para ser un personaje central en la trama, quizá el más misterioso.
Además, el descubrimiento de que el Príncipe Mestizo era Snape, deja a Harry totalmente abatido y desconcertado, al ser consciente de que el apego que había sentido por el libro de Pociones conducía, directamente, hacia la persona que había matado a Dumbledore.

### Libro siete
En palabras de J. K. Rowling, el libro seis y siete podrían ser considerados dos tomos del mismo libro. En Harry Potter y las reliquias de la Muerte, Snape sigue siendo igual de decisivo, aunque el comienzo es totalmente diferente a los anteriores: Snape ya no es defendido por ninguno de los personajes y se presume su culpabilidad desde el primer momento.
Durante gran parte del libro, la única información que se tiene de Snape es que se ha convertido en el director de la escuela, bajo el mando de Voldemort. Todos hablan del cambio radical de Hogwarts y apuntan a Snape como uno de los culpables (junto con los Carrow).
La primera vez que Harry ve a Snape es hacia el final del libro, cuando la Batalla de Hogwarts está a punto de empezar y él hace su primer intento de encontrar a Harry, preguntándole a McGonagall. La consecuencia, una pelea entre los dos, se salda con la fuga de Snape.
La siguiente vez que se ve, Voldemort ha mandado llamar a Snape, quien le ruega encarecidamente que le deje ir en busca de Potter. Voldemort, sin embargo, le explica sus problemas con la Varita de Saúco, que una vez perteneció a Dumbledore y que es considerada la varita más poderosa del mundo. La tradición cuenta que la varita pasa de mano en mano por asesinato (cosa que se demuestra, más adelante, que es mentira), por lo que la conclusión de Voldemort es que no le funciona pues el anterior dueño, que la consiguió al matar a Dumbledore, aún está vivo: Snape. Harry presencia todo esto y algo le hace acercarse al profesor cuando este yace en el suelo, tras sufrir el ataque de Nagini.
Es entonces, cuando Snape le hace entrega de sus memorias a Harry rogándole que lo mire a los ojos antes de morir (esto debido a que sus ojos eran exactamente iguales a los de Lily), cuando se descubre la verdadera lealtad de Snape. Se conoce su historia con Lily, cómo se distanciaron y las consecuencias que en él tuvo la muerte de ésta. Se ve cómo ni el paso de los años ha logrado mermar su amor por ella, que queda reflejado en su Patronus, una cierva, y cómo juró proteger la vida e integridad de Harry, en recuerdo de su madre. Este Patronus aparece también durante las aventuras del joven mago en busca de los Horrocruxes, en una noche en que Harry está vigilando, en el bosque Dean, cuando de repente ve esta cierva plateada, y sin saber qué es o qué hace allí, la sigue y así consigue encontrar la espada de Gryffindor. Más tarde, en las memorias de Snape, ya citadas, Harry descubrirá que Snape poseía la espada y que, por orden de Dumbledore, que entonces hablaba con Severus a través de su retrato, colgado en el despacho de director, Severus se encarga de ayudarle durante su misión.

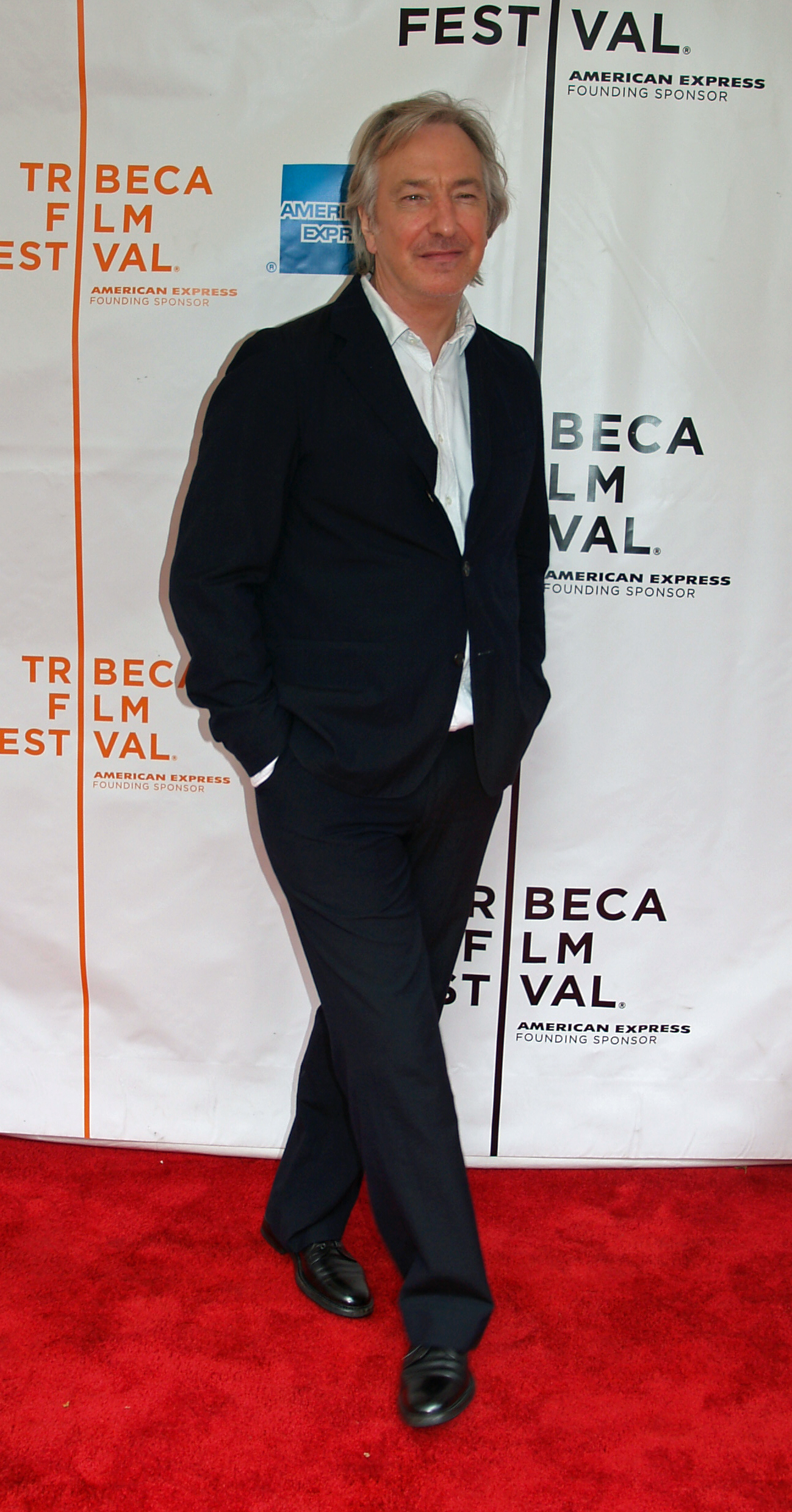
Alan Rickman, actor que interpretó el papel de Severus Snape.

Esta nueva realidad, que es revelada gracias a sus memorias, muestra la verdadera lealtad del personaje y lo dibujan como un mago muy valiente, y uno de los personajes más complejos dentro del Universo de Harry Potter. Dicha valentía es reconocida por Harry cuando se lo dice a su hijo Albus Severus, quien también fue el único en heredar los ojos verdes de Lily, su abuela, en su primer día de clase. Sin duda, el segundo nombre de su hijo es el reconocimiento de Harry al sacrificio de Snape. [cita requerida]

## Películas
En las películas es interpretado por Alan Rickman, quien fue de los pocos actores con los que Rowling habló del desarrollo de sus personajes antes de la publicación del último libro. En la película Harry Potter y la Orden del Fénix, Snape en sus tiempos de estudiante es interpretado por Alec Hopkins.
Su muerte en la última entrega de los libros de Harry Potter fue cambiada en la última película. Según los libros, Snape muere en "La casa de los gritos" pero en la última entrega muere en el embarcadero del lago, que con su paredes acristaladas permite vislumbrar lo que ocurre en el interior.